# Olympiade d'échecs

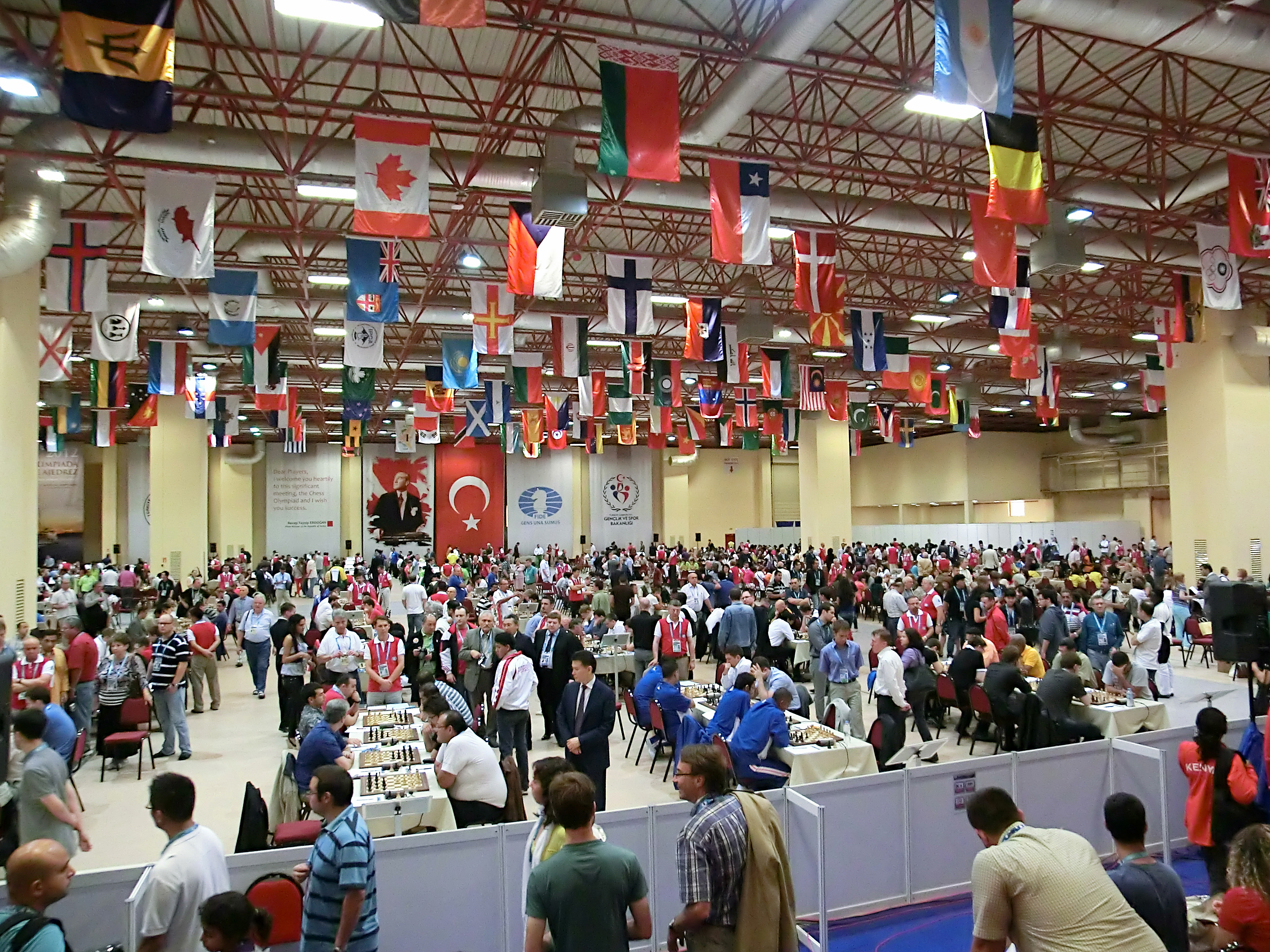
Olympiade d'échecs tenue à Istanbul en 2012.

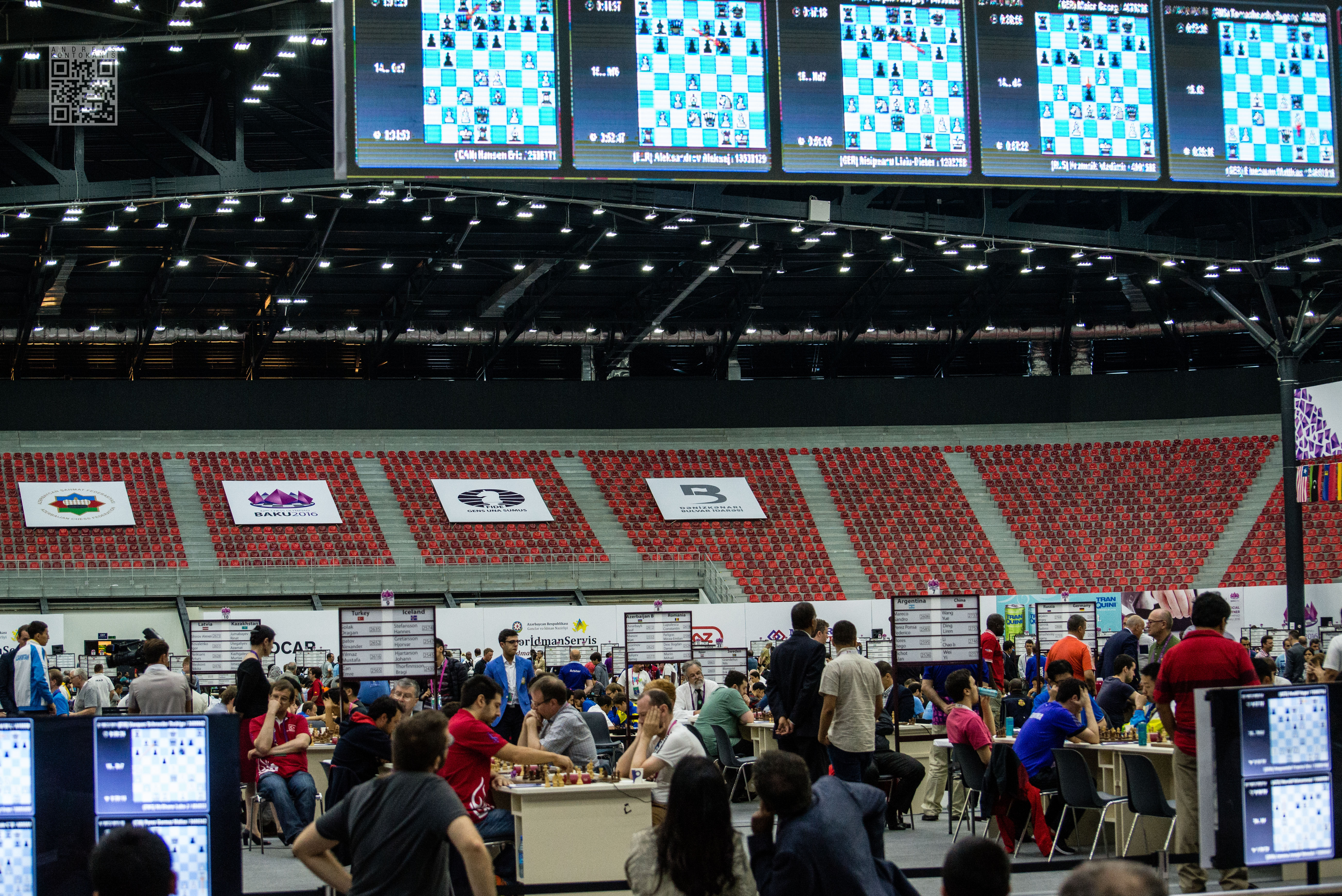
Olympiade d'échecs tenue à Bakou en 2016.

L'olympiade d'échecs est une compétition internationale biannuelle d'échecs opposant des équipes nationales. Organisée par la Fédération internationale des échecs (FIDE), la première édition a eu lieu en 1927 à Londres. Interrompues pendant la Seconde Guerre mondiale, les olympiades ont repris en 1950 et ont été depuis organisées chaque année paire. Depuis 2008, les équipes nationales sont composées de quatre joueurs et d'un remplaçant. La 44e olympiade, qui s'est déroulée à Chennai en Inde en 2022, a été remportée par l'Ouzbékistan devant l'Arménie et l'Inde.
Le plus grand nombre de victoires est détenu par l'Union soviétique avec 18 victoires en 19 participations (de 1952 à 1990) devant les États-Unis et la Russie, 6 victoires, puis la Hongrie et l'Arménie, ex æquo avec 3 victoires.
L'olympiade d'échecs est une compétition très hétérogène où des sélections composées des meilleurs joueurs mondiaux (en 2016 et 2018, l'équipe américaine comptait trois joueurs parmi les dix premiers mondiaux) côtoient des sélections composées de joueurs amateurs. Tous les champions du monde du XXe siècle et du XXIe siècle  depuis José Raúl Capablanca se sont illustrés dans les olympiades.
Même si les équipes sont quasiment toutes masculines, la compétition est mixte (par exemple, Judit Polgár a joué dans l'équipe de Hongrie qui finit deuxième en 2002 et 2014). Il existe aussi une olympiade spécifiquement féminine, organisée depuis 1957. Depuis 1976, elle se déroule en même temps et dans le même lieu que l'olympiade mixte.

## Histoire

### Origine

Les nations européennes participant au tournoi olympique de 1924 à Paris

À l'occasion du tournoi d'échecs individuel organisé à Londres en 1922 par la Fédération britannique d'échecs, Eugène Znosko-Borovsky, joueur russe habitant Paris, annonce le souhait de la fédération française de promouvoir un grand tournoi par équipes à l'occasion des Jeux olympiques qui doivent avoir lieu à Paris deux ans plus tard. Cette annonce est favorablement accueillie par tous les grands maîtres présents.
Ce premier championnat officieux a lieu à Paris en 1924 avec des joueurs venant de 18 pays (l'Argentine et 17 nations européennes). À cette occasion, sous l'impulsion du Français Pierre Vincent, est créée la Fédération internationale des échecs (FIDE), dont le premier président élu est le Néerlandais Alexander Rueb.
En 1926, il est organisé à Budapest, à l'occasion du congrès de la FIDE, un certain nombre d'activités, dont un tournoi par équipes qui ne réunit que quatre nations.
Ces deux premières compétitions n'ont pas obtenu le label d'olympisme dans la mesure où, d'une part, elles n'ont pas été organisées par la FIDE ; d'autre part, les classements étaient arrêtés sur des règles différentes de celles qui prévalaient alors dans les compétitions officielles.

### Premières olympiades officielles (1927-1928)
La première Olympiade officielle a été organisée à Londres en 1927 à l'occasion du congrès de la FIDE. Ce championnat du monde par équipes réunissait seize équipes. L'expression « Olympiade d'échecs » qui fut utilisée très tôt pour désigner ces compétitions n'a été consacrée qu'en 1952 par la FIDE.
En 1927, une seule équipe n'était pas européenne : l'Argentine. Parmi les nations européennes importantes qui étaient absentes, il y avait la Pologne, pourtant membre de la FIDE et l'URSS, qui n'adhérerait à la FIDE qu'après la Seconde Guerre mondiale. Les équipes s'affrontaient sur quatre échiquiers et avaient droit à un remplaçant. Les meilleurs joueurs européens participaient : Geza Maroczy (qui marqua 75 % des points) pour la Hongrie (championne) ; Orla Hermann Krause pour le Danemark (deuxièmes) ; Henry Atkins, Frederick Yates et George Alan Thomas pour l'Angleterre (troisième), Max Euwe (qui marqua 70 % des points) pour les Pays-Bas (quatrièmes) ; Richard Réti (qui marqua 76,7 % des points) pour la Tchécoslovaquie (cinquièmes) ; Ernst Grünfeld (qui marqua 73,1 % des points) et Hans Kmoch pour l'Autriche (sixièmes) ; Siegbert Tarrasch et Jacques Mieses pour l'Allemagne de Weimar (septièmes) ; Hans Johner pour la Suisse (huitièmes) ; Borislav Kostic pour la Yougoslavie (neuvièmes) ; André Chéron pour la France (treizièmes) ; Georges Koltanowski pour la Belgique (quatorzièmes).
Lors du congrès de la FIDE de 1927, il fut décidé qu'en 1928, à La Haye, seuls les Amateurs participeraient à l'Olympiade mais que l'appréciation du statut des joueurs reviendrait aux fédérations nationales. L'Angleterre et la Yougoslavie refusèrent de participer à cette édition. L'Argentine et les États-Unis (qui finirent deuxièmes) étaient les seules équipes non européennes. La Hongrie (sans Maroczy) remporta à nouveau l'olympiade.

### Années 1930

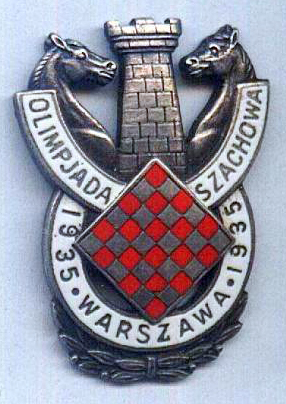
Symbole de la VIe Olympiade d'échecs tenue à Varsovie en 1935

À partir de 1930, la clause interdisant les professionnels fut supprimée. À Hambourg, la seule équipe non-européenne était les États-Unis. L'équipe de Pologne, championne, comprenait deux joueurs qui n'habitaient plus en Pologne depuis longtemps : Akiba Rubinstein (qui marqua 88,2 % des points) et Xavier Tartakover (qui marqua 75 % des points) ; la Hongrie, deuxième, avait Maroczy qui marqua 66,7 % des points ; l'Allemagne, troisième, alignait Carl Ahues et Friedrich Sämisch ; la Tchécoslovaquie (5e-7e) disposait de Salo Flohr qui marqua 85,3 % des points ; les États-Unis (sixièmes) alignaient Isaac Kashdan qui marqua 82,4 % des points et Frank Marshall qui marqua 73,5 % des points ; la Suède (neuvième) pouvait compter sur Gideon Stahlberg, Gösta Stoltz et Erik Lundin (qui marqua 70,6 % des points), tandis que la France, douzième, avait le champion du monde Alexandre Alekhine qui remporta toutes ses parties.
Dans les trois premières olympiades, l'ordre des quatre joueurs qui s'affrontaient lors de chaque ronde n'était pas décidé à l'avance. Il ne le fut qu'à partir de l'olympiade de Prague 1931.
De 1931 à 1937, les olympiades furent dominées par les États-Unis avec Frank Marshall, Isaac Kashdan, Reuben Fine et Samuel Reshevsky. Avant la Seconde Guerre mondiale, l'Union soviétique n'avait pas rejoint la Fédération internationale et ne participait pas aux olympiades.
Du 1er au 19 septembre 1939, l'olympiade de 1939 eut lieu à Buenos Aires avec la participation des champions du monde José Raul Capablanca et Alexandre Alekhine et l'absence des États-Unis. Alors que la Seconde Guerre mondiale se déclenchait en Europe, la première place était occupée par l'Allemagne qui avait annexé l'Autriche en 1938 (avec l'Autrichien Erich Eliskases au premier échiquier) et la deuxième place par la Pologne, envahie par l'Allemagne (avec Xavier Tartakover et Miguel Najdorf aux premiers échiquiers) suivie de l'Estonie encore indépendante avant son annexion par l'Union soviétique (avec Paul Keres au premier échiquier). De nombreux joueurs comme Najdorf, Stahlberg (Suède) et toute l'équipe d'Allemagne restèrent en Argentine pendant la Seconde guerre mondiale.

### Après la Seconde Guerre mondiale

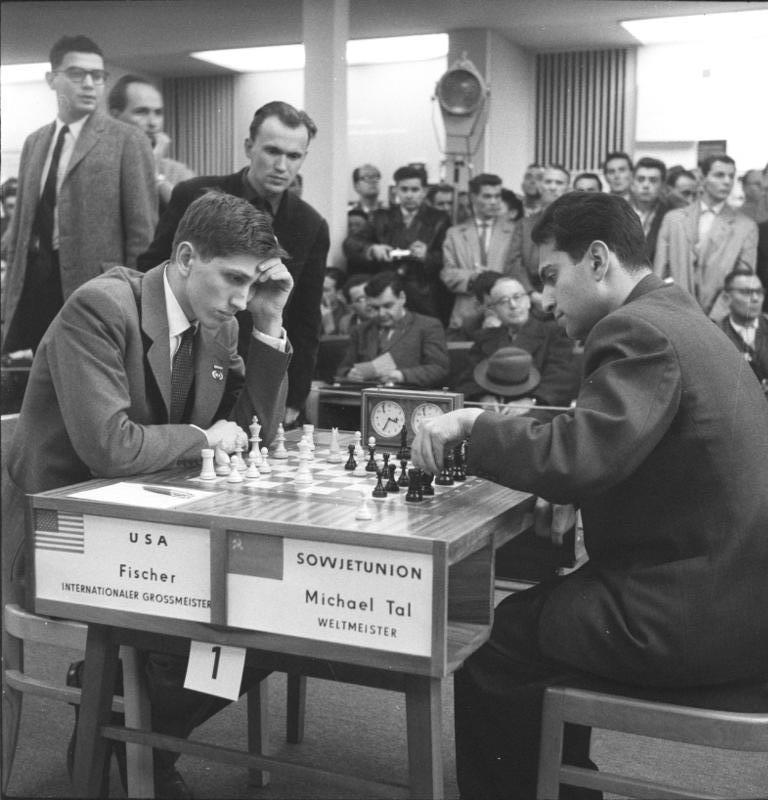
Bobby Fischer face au champion du monde Mikhaïl Tal lors de l'olympiade de Leipzig en 1960.

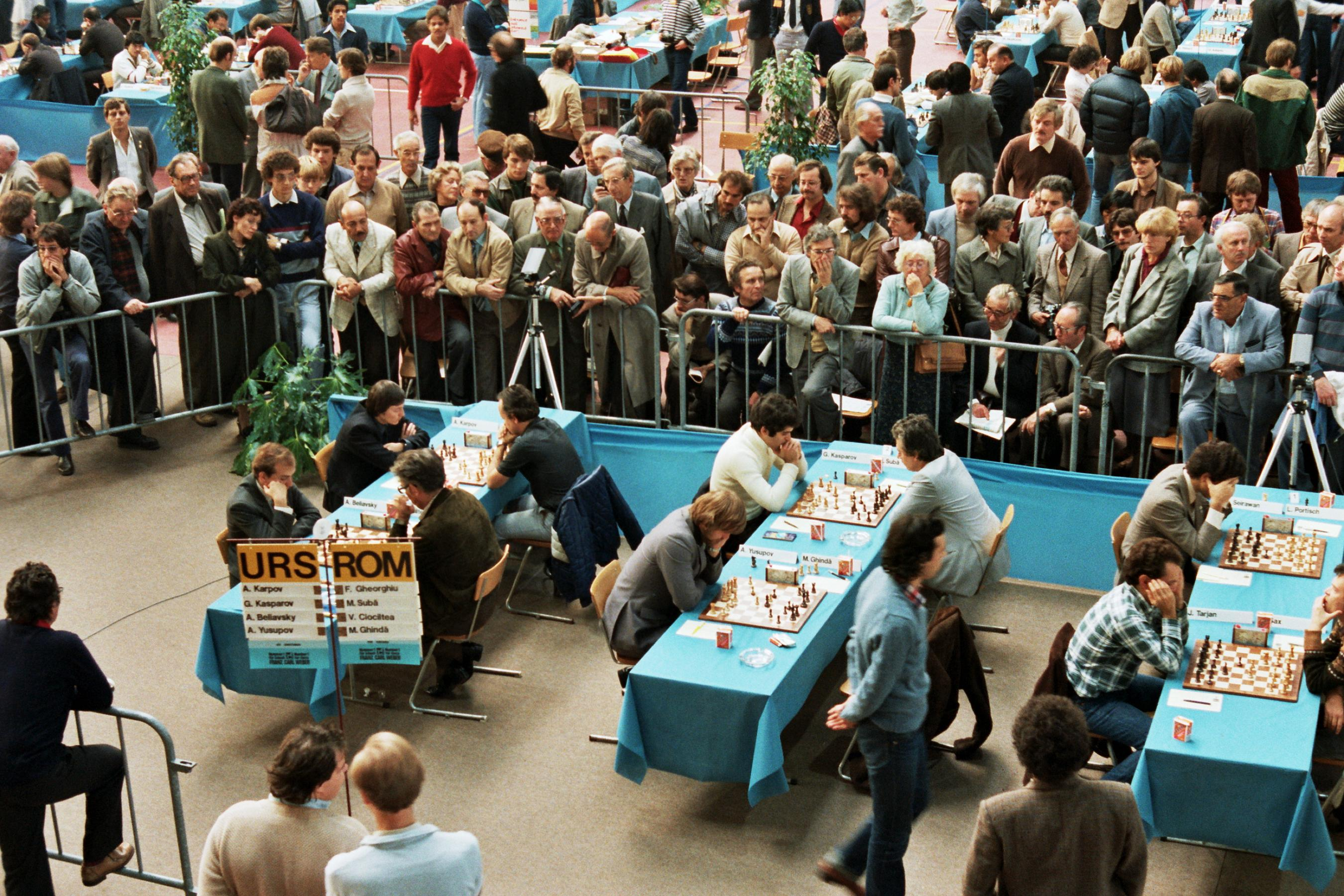
L'équipe d'URSS avec Karpov et Kasparov, opposée à la Roumanie lors de l'Olympiade d'échecs de 1982, à Lucerne.

Après l'interruption de la Seconde Guerre mondiale, les olympiades ne reprirent qu'en 1950 à Dubrovnik en Yougoslavie. L'URSS  participa pour la première fois aux olympiades en 1952. Au cours de la Guerre froide, de 1958 aux années 1970 (les États-Unis furent absents en 1954 et 1956), l'olympiade donna lieu à des affrontements à hauts enjeux entre l'URSS et les États-Unis, l'équipe remportant l'Olympiade étant considérée comme l'équipe championne du monde. Samuel Reshevsky ou Bobby Fischer jouèrent alternativement au premier échiquier des États-Unis (Fischer disputa les olympiades en 1960, 1962, 1966 et 1970), tandis que l'URSS alignait au premier échiquier le champion du monde en titre (Mikhaïl Botvinnik en 1954, 1956, 1958 et 1962 ; Mikhaïl Tal en 1960, Tigran Petrossian en 1964, 1966 et 1968 ; Boris Spassky en 1970 ; Anatoli Karpov en 1980 et 1982 ; Garry Kasparov en 1986 et 1988). Lorsque le champion du monde soviétique était absent, un prétendant au championnat du monde le remplaçait : en 1952 (Paul Keres remplaçait Botvinnik au premier échiquier) ; en 1972 (Boris Spassky, était remplacé par Tigran Petossian), en 1974 (Anatoli Karpov jouait au premier échiquier à la place de Spassky), en 1978 (Karpov était remplacé par Spassky).

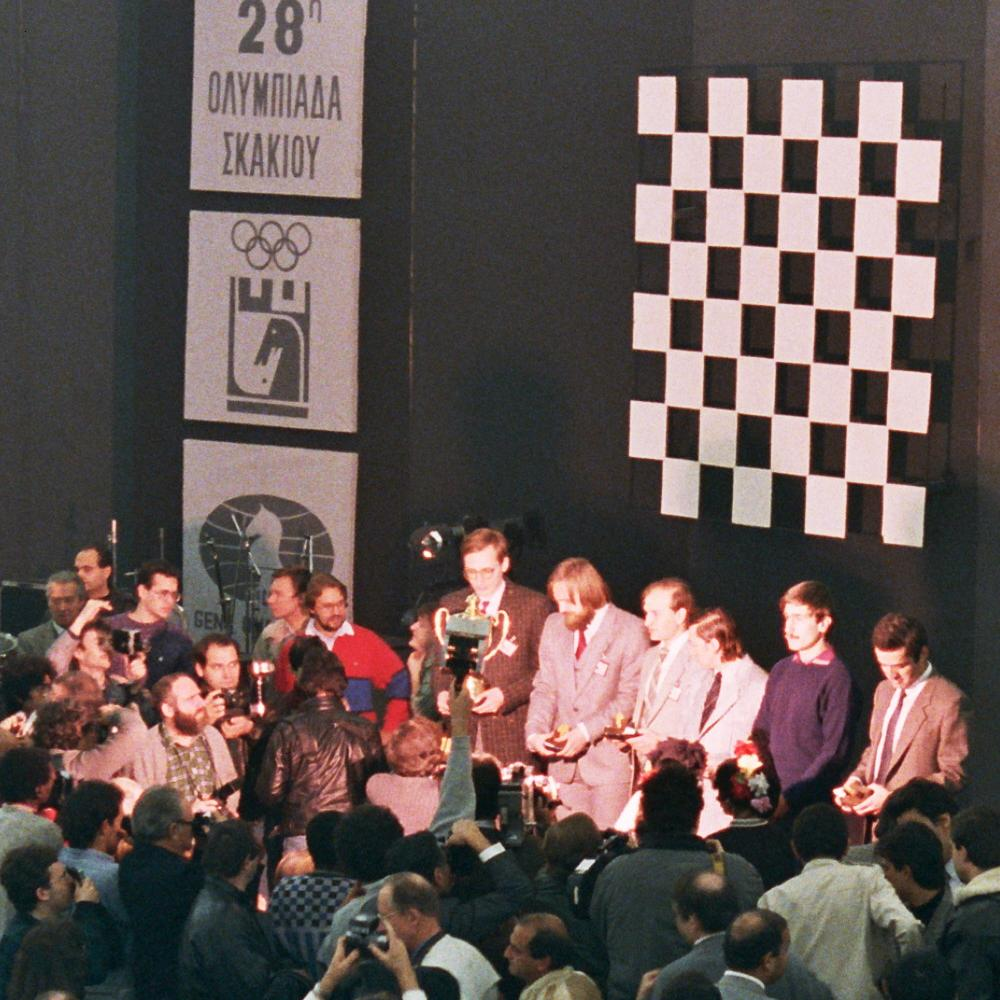
L'équipe d'URSS championne à l'Olympiade d'échecs de 1988, à Thessalonique.

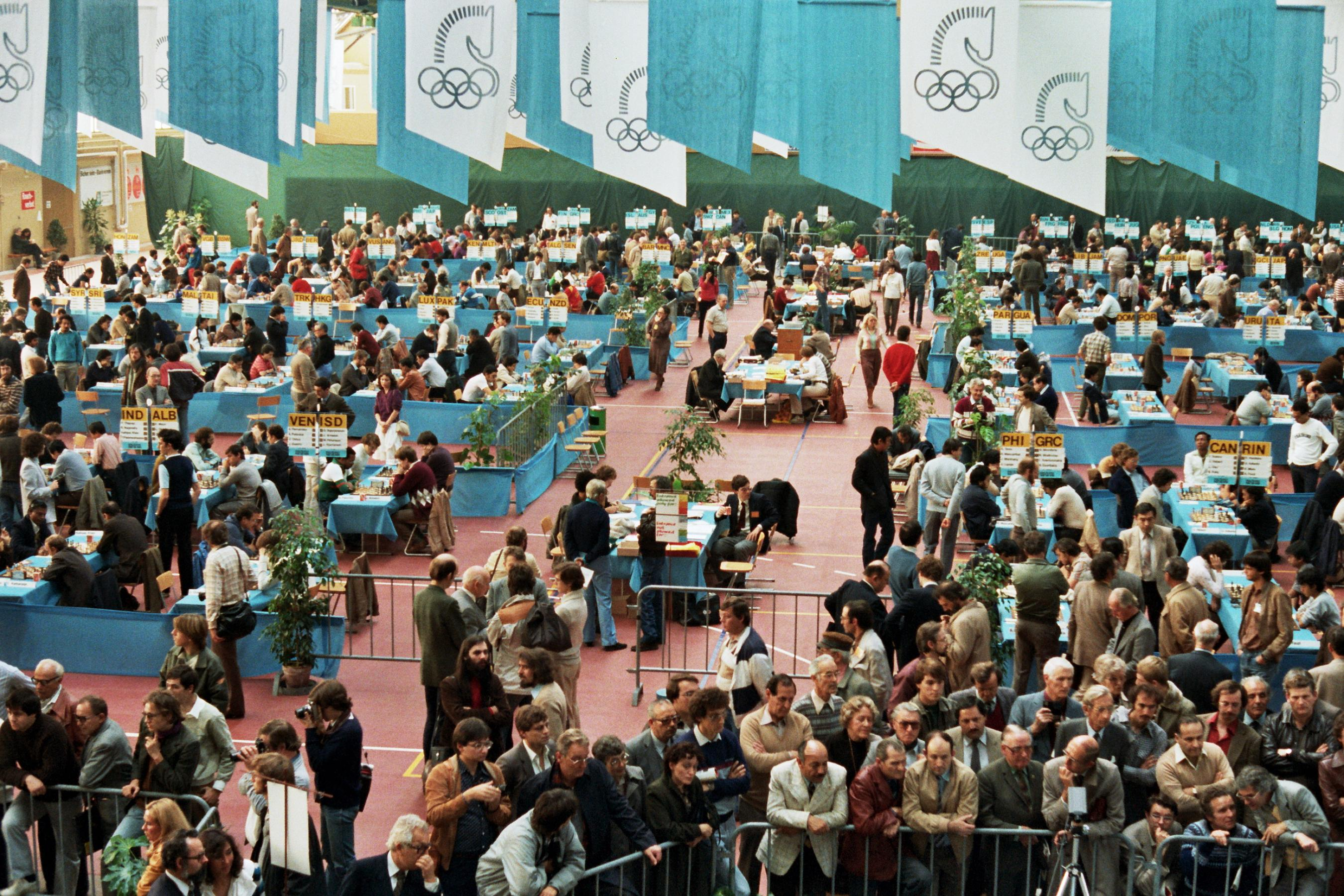
Olympiade d'échecs de 1982, à Lucerne.

Cette compétition illustre notamment la supériorité de l'URSS (puis de la Russie) dans le monde échiquéen de la seconde moitié du XXe siècle. Sur 26 éditions organisées de 1952 à 2002 (dernière participation de Kasparov à une olympiade), il y eut 18 victoires de l'URSS avant 1992 avec une seconde place, puis six victoires de la Russie de 1992 à 2002. Seule l'équipe de Hongrie a réussi à devancer l'URSS en 1978 (en l'absence du champion du monde Anatoli Karpov). En 1976, les pays du bloc de l'Est boycottèrent l'olympiade de Haifa ; 48 équipes disputèrent treize rondes selon un système suisse. et l'équipe des États-Unis remporta l'olympiade de 1976 en l'absence de l'URSS. De plus une contre-olympiade (non officielle), organisée à Tripoli en Libye, réunissait 34 équipes en 1976.

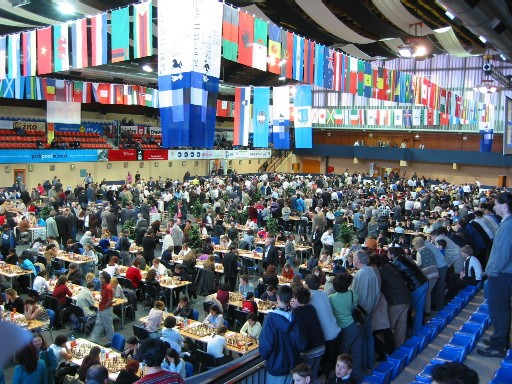
Olympiade d'échecs tenue à Bled en 2002

En 1990, à Novi Sad (en Yougoslavie), pour la première fois, le pays organisateur fut autorisé à aligner trois équipes dans la compétition mixte (deux ans avant l'éclatement de la Yougoslavie). En 1992, à Manille, après l'éclatement de l'URSS, le podium de l'olympiade présente une équipe de Russie (première), une équipe d'Ouzbékistan (deuxième) et une équipe d'Arménie (troisième).
Depuis 2004, l'Ukraine, avec Vassili Ivantchouk, a remporté deux titres (2004 et 2010), l'Arménie, avec Levon Aronian, trois olympiades (2006, 2008 et 2012) et la Chine, avec Ding Liren, deux titres (en 2014 et 2018).

### Médailles individuelles
(décembre 2024).
Si vous disposez d'ouvrages ou d'articles de référence ou si vous connaissez des sites web de qualité traitant du thème abordé ici, merci de compléter l'article en donnant les références utiles à sa vérifiabilité et en les liant à la section « Notes et références ».
Les champions du monde suivants ont remporté la médaille d'or au premier échiquier au cours de leur carrière : Capablanca (1939), Alekhine (1931 et 1933), Botvinnik (1954), Petrossian (1966, 1968), Spassky (1970), Karpov (1974), Kasparov (1986, 1988, 1992), Kramnik (2006), Ding (2018) et Gukesh (2022, 2024).

### Olympiades féminines
Lors du tournoi olympique de 1924 à Paris, l'équipe britannique comprenait une joueuse : Anne Hattaway. En 1950, l'équipe de France alignait Chantal Chaudé de Silans.
Les olympiades féminines existent depuis 1957 (première édition remportée par l'URSS). La deuxième olympiade eut lieu en 1963. De 1963 à 1972, il y eut une olympiade tous les trois ans. Depuis 1972, l'olympiade féminine a lieu tous les deux ans. Depuis 1976, elle se déroule en même temps et au même lieu que le tournoi « open » (l'olympiade  mixte). Les éditions de 1966 et 1974 avaient lieu dans une ville différente de l'olympiade mixte (à Oberhausen en 1966 et à Medellin en 1974).
De 1957 à 1974, les matchs se jouaient sur deux échiquiers (les équipes n'avaient pas de remplaçantes lors de la première olympiade). De 1976 à 2006, les matchs se jouèrent sur trois échiquiers. Depuis 2008, les matchs sont disputés sur quatre échiquiers. Le système suisse est utilisé depuis 1980. De 1963 à 1969, l'olympiade était un tournoi toutes rondes. En 1957 et de 1972 à 1978, un système de poules qualificatives et de finales était utilisé.

### Olympiades en ligne
En 2020, une olympiade en ligne (Online Olympiad) est organisée sur internet. La victoire est partagée entre les deux équipes finalistes, la Russie et l'Inde.
| Année | Nombre d'équipes | Système                                         | Vainqueur                      | Finaliste                      | Demi-finalistes    |
| ----- | ---------------- | ----------------------------------------------- | ------------------------------ | ------------------------------ | ------------------ |
| 2020  | 162              | Poules qualificatives Phase finale à 12 équipes | Russie et Inde (titre partagé) | Russie et Inde (titre partagé) | États-Unis Pologne |
| 2021  | 155              | Poules qualificatives Phase finale à 8 équipes  | Russie                         | États-Unis                     | Chine Inde         |

## Règlements
La compétition réunit des équipes nationales de 4 joueurs (huit joueurs par équipe lors de l'olympiade non officielle de 1936), complétées par un suppléant (de 1930 à 1939 et depuis 2008) ou deux suppléants (de 1950 à 2006). L'ordre des joueurs en fonction de leur force présumée (1er, puis 2e, 3e et 4e échiquier) ne fut figé qu'en 1931 à Prague : lors des olympiades de Londres 1927, La Haye 1928 et Hambourg 1930, la disposition des joueurs sur les échiquiers était décidée par le capitaine de chaque équipe ; de plus, certaines équipes n'avaient pas de remplaçant, tandis que les autres en avaient un (en 1928, seules quelques équipes utilisèrent deux remplaçants : la Tchécoslovaquie, la Suisse, les Pays Bas et la France).
Depuis 1927, chaque match inter-nations se déroule donc sur 4 échiquiers. La formule s'est modifiée avec l'accroissement du nombre de nations participantes, passant d'une poule unique (de 1927 à 1937 et en 1950), à la formule à un tour de qualification (les « préliminaires ») et plusieurs sections de finale (en 1939 et de 1952 à 1976), puis revenant depuis 1976 à une poule unique avec un système suisse.
Jusqu'en 2006, les points attribués à chaque ronde correspondaient à la somme des résultats individuels (quatre points pour quatre parties gagnées). En cas d'égalité au classement final, le départage se faisait sur le résultat des matches. Plus tard, c'est le système Buchholz qui a été utilisé.
Depuis 2008, les deux olympiades (mixte et féminine) se jouent selon un système suisse en onze rondes. Les équipes sont composées de quatre joueurs et d'un suppléant. Le classement se fait selon le nombre de points de matchs (2 points pour un match gagné, 1 point pour un match nul et 0 pour une défaite), puis selon le départage Sonneborn-Berger et ensuite seulement selon le nombre de points marqués sur les échiquiers.

## Palmarès

### Olympiades mixtes

#### Vainqueurs des olympiades officielles mixtes
18 victoires
- Union soviétique (de 1952 à 1974 et de 1980 à 1990)

6 victoires
- États-Unis (en 1931, 1933, 1935, 1937, 1976 et 2016)
- Russie (en 1992, 1994, 1996, 1998, 2000 et 2002)

3 victoires
- Hongrie (en 1927, 1928 et 1978)
- Arménie (en 2006, 2008 et 2012)

2 victoires
- Ukraine (en 2004 et 2010)
- Chine (en 2014 et 2018)

1 victoire
- Pologne (en 1930)
- Reich allemand, Allemagne et Autriche (en 1939)
- Yougoslavie (en 1950)
- Ouzbékistan (en 2022)
- Inde (en 2024)

#### Olympiades non-officielles
Le classement de l'olympiade de 1924 est l'objet de discussions puisque le classement était obtenu en additionnant les points des joueurs de chaque nation (de un à quatre joueurs) et que la majorité des nations étaient représentées par moins de quatre joueurs. De plus, les joueurs d'un même pays se rencontraient également pendant le tournoi. Cette olympiade, qui n'était pas organisée par la Fédération internationale des échecs, était appelée « Jeux olympiques des échecs ».
En 1926, pendant son congrès, la FIDE organisa le « tournoi des nations » à Budapest. Il n'opposait que quatre équipes sur quatre échiquiers.
En 1936, l'olympiade supplémentaire opposait 21 équipes qui s'opposaient sur huit échiquiers. L'olympiade de 1976 à Tripoli opposait 34 équipes.
| Année | Lieu     | Nombre de nations | Système                                    | Médaille d'or      | Points      | Médaille d'argent                       | Points | Médaille de bronze  | Points | Quatrième(s)                   | Points |
| ----- | -------- | ----------------- | ------------------------------------------ | ------------------ | ----------- | --------------------------------------- | ------ | ------------------- | ------ | ------------------------------ | ------ |
| 1924  | Paris    | 18                | Tournoi individuel (54 joueurs, 13 rondes) | Tchécoslovaquie    | 31 / 52     | Royaume de Hongrie                      | 30     | Suisse              | 29     | Lettonie (3 joueurs) Argentine | 27,5   |
| 1926  | Budapest | 4                 | Toutes rondes                              | Royaume de Hongrie | 9 / 12      | Royaume des Serbes, Croates et Slovènes | 8      | Royaume de Roumanie | 5      | République de Weimar           | 2      |
| 1936  | Munich   | 21                | Toutes rondes (sur huit échiquiers)        | Royaume de Hongrie | 110,5 / 160 | Pologne                                 | 108    | Reich allemand      | 106,5  | Royaume de Yougoslavie         | 104,5  |
| 1976  | Tripoli  | 34                | Système suisse (13 rondes)                 | Salvador           | 38,5 / 52   | Tunisie                                 | 36     | Pakistan            | 34,5   | Irak                           | 33,5   |

#### Olympiades reconnues par la FIDE
| Édition Année | Édition Année | Ville | Équi-pes | Système | Médaille d'or | Points marqués en finale | Médaille d'argent | Points | Médaille de bronze | Points | Quatrième | Pts |
| ------------- | ------------- | --- | --- | --- | --- | --- | --- | --- | --- | --- | --- | --- |
| 1             | 1927          | Londres | 16 | Toutes rondes | Royaume de Hongrie | 40 / 60 | Danemark | 38,5 | Angleterre | 36,5 | Pays-Bas | 35 |
| 2             | 1928          | La Haye | 17 | Toutes rondes | Royaume de Hongrie | 44 / 64 | États-Unis | 39,5 | Pologne | 37 | Autriche | 36,5 |
| 3             | 1930          | Hambourg | 18 | Toutes rondes | Pologne | 48,5 / 68 | Royaume de Hongrie | 47 | République de Weimar | 44,5 | Autriche | 43,5 |
| 4             | 1931          | Prague | 19 | Toutes rondes | États-Unis | 48 / 72 | Pologne | 47 | Tchécoslovaquie | 46,5 | Royaume de Yougoslavie | 46 |
| 5             | 1933          | Folkestone | 15 | Toutes rondes | États-Unis | 39 / 56 | Tchécoslovaquie | 37,5 | Suède | 34 | Pologne | 34 |
| 6             | 1935          | Varsovie | 20 | Toutes rondes | États-Unis | 54 / 76 | Suède | 52,5 | Pologne | 52 | Royaume de Hongrie | 51 |
| 7             | 1937          | Stockholm | 19 | Toutes rondes | États-Unis | 54,5 / 72 | Royaume de Hongrie | 48,5 | Pologne | 47 | Argentine | 47 |
| 8             | 1939          | Buenos Aires | 27 | 4 poules puis finale A à 15 | Reich allemand (Autriche et Allemagne) | 36 / 56 | Pologne | 35,5 | Estonie | 33,5 | Suède | 33 |
|               |               | | | | | | | | | | | |
|               |               | | | | | | | | | | | |
| 9             | 1950          | Dubrovnik | 16 | Toutes rondes | Yougoslavie | 45,5 / 60 | Argentine | 43,5 | Allemagne de l'Ouest | 40,5 | États-Unis | 40 |
| 10            | 1952          | Helsinki | 25 | 3 poules puis finale A à 9 | Union soviétique | 21 / 32 | Argentine | 19,5 | Yougoslavie | 19 | Tchécoslovaquie | 18 |
| 11            | 1954          | Amsterdam | 26 | 4 poules puis Finale A à 12 | Union soviétique | 34 / 44 | Argentine | 27 | Yougoslavie | 26,5 | Tchécoslovaquie | 24,5 |
| 12            | 1956          | Moscou | 34 | 4 poules puis Finale A à 12 | Union soviétique | 31 / 44 | Yougoslavie | 26,5 | Hongrie | 26,5 | Argentine | 23 |
| 13            | 1958          | Munich | 36 | 4 poules puis Finale A à 12 | Union soviétique | 34,5 / 44 | Yougoslavie | 29 | Argentine | 25,5 | États-Unis | 24 |
| 14            | 1960          | Leipzig | 40 | 4 poules puis Finale A à 12 | Union soviétique | 34 / 44 | États-Unis | 29 | Yougoslavie | 27 | Hongrie | 22,5 |
| 15            | 1962          | Varna | 58 | 4 poules puis Finale A à 12 | Union soviétique | 31,5 / 44 | Yougoslavie | 28 | Argentine | 26 | États-Unis | 25 |
| 16            | 1964          | Tel Aviv | 50 | 7 poules puis finale A à 14 | Union soviétique | 36,5 / 52 | Yougoslavie | 32 | Allemagne de l'Ouest | 30,5 | Hongrie | 30 |
| 17            | 1966          | La Havane | 52 | 7 poules puis finale A à 14 | Union soviétique | 39,5 / 52 | États-Unis | 34,5 | Hongrie | 33,5 | Yougoslavie | 33,5 |
| 18            | 1968          | Lugano | 53 | 7 poules puis finale A à 14 | Union soviétique | 39,5 / 52 | Yougoslavie | 31 | Bulgarie | 30 | États-Unis | 29,5 |
| 19            | 1970          | Siegen | 60 | 6 poules puis finale A à 12 | Union soviétique | 27,5 / 44 | Hongrie | 26,5 | Yougoslavie | 26 | États-Unis | 24,5 |
| 20            | 1972          | Skopje | 63 | 8 poules puis finale A à 16 | Union soviétique | 42 / 60 | Hongrie | 40,5 | Yougoslavie | 38 | Tchécoslovaquie | 35 |
| 21            | 1974          | Nice | 75 | 8 poules puis finale A à 16 | Union soviétique | 46 / 60 | Yougoslavie | 37,5 | États-Unis | 36,5 | Bulgarie | 36,5 |
| 22            | 1976          | Haïfa | 48 | suisse (13 rondes) | États-Unis | 37 / 52 | Pays-Bas | 36,5 | Angleterre | 35,5 | Argentine | 33 |
| 23            | 1978          | Buenos Aires | 56 | suisse (14 rondes) | Hongrie | 37 / 56 | Union soviétique | 36 | États-Unis | 35 | Allemagne de l'Ouest | 33 |
| 24            | 1980          | La Valette | 82 | suisse (14 rondes) | Union soviétique | 39 / 56 | Hongrie | 39 | Yougoslavie | 35 | États-Unis | 34 |
| 25            | 1982          | Lucerne | 92 | suisse (14 rondes) | Union soviétique | 42,5 / 56 | Tchécoslovaquie | 36 | États-Unis | 35,5 | Yougoslavie | 34 |
| 26            | 1984          | Thessalonique | 88 | suisse (14 rondes) | Union soviétique | 41 / 56 | Angleterre | 37 | États-Unis | 35 | Hongrie | 34,5 |
| 27            | 1986          | Dubaï | 108 | suisse (14 rondes) | Union soviétique | 40 / 56 | Angleterre | 39,5 | États-Unis | 38,5 | Hongrie | 34,5 |
| 28            | 1988          | Thessalonique | 107 | suisse (14 rondes) | Union soviétique | 40,5 / 56 | Angleterre | 34,5 | Pays-Bas | 34,5 | États-Unis | 34 |
| 29            | 1990          | Novi Sad | 108 | suisse (14 rondes) | Union soviétique | 39 / 56 | États-Unis | 35,5 | Angleterre | 35,5 | Tchécoslovaquie | 34,5 |
| 30            | 1992          | Manille | 102 | suisse (14 rondes) | Russie | 39 / 56 | Ouzbékistan | 35 | Arménie | 34,5 | États-Unis | 34 |
| 31            | 1994          | Moscou | 124 | suisse (14 rondes) | Russie I | 37,5 / 56 | Bosnie-Herzégovine | 35 | Russie II | 34,5 | Angleterre | 34,5 |
| 32            | 1996          | Erevan | 114 | suisse (14 rondes) | Russie | 38,5 / 56 | Ukraine | 35 | États-Unis | 34 | Angleterre | 34 |
| 33            | 1998          | Elista | 110 | suisse (13 rondes) | Russie A | 35,5 / 52 | États-Unis | 34,5 | Ukraine | 32,5 | Israël | 32,5 |
| 34            | 2000          | Istanbul | 126 | suisse (14 rondes) | Russie | 38 / 56 | Allemagne | 37 | Ukraine | 35,5 | Hongrie | 35,5 |
| 35            | 2002          | Bled | 135 | suisse (14 rondes) | Russie | 38,5 / 56 | Hongrie | 37,5 | Arménie | 35 | Géorgie | 34 |
| 36            | 2004          | Calvià | 129 | suisse (14 rondes) | Ukraine | 39,5 / 56 | Russie | 36,5 | Arménie | 36,5 | États-Unis | 35 |
| 37            | 2006          | Turin | 148 | suisse (13 rondes) | Arménie | 36 / 52 | Chine | 34 | États-Unis | 33 | Israël | 33 |
| 38            | 2008          | Dresde | 146 | suisse (11 rondes) | Arménie | 19 / 22 | Israël | 18 | États-Unis | 17 | Ukraine | 17 |
| 39            | 2010          | Khanty-Mansiïsk | 149 | suisse (11 rondes) | Ukraine | 19 / 22 | Russie 1 | 18 | Israël | 17 | Hongrie | 17 |
| 40            | 2012          | Istanbul | 157 | suisse (11 rondes) | Arménie | 19 / 22 | Russie | 19 | Ukraine | 18 | Chine | 17 |
| 41            | 2014          | Tromsø | 177 | suisse (11 rondes) | Chine | 19 / 22 | Hongrie | 17 | Inde | 17 | Russie | 17 |
| 42            | 2016          | Bakou | 181 | suisse (11 rondes) | États-Unis | 20 / 22 | Ukraine | 20 | Russie | 18 | Inde | 16 |
| 43            | 2018          | Batoumi | 184 | suisse (11 rondes) | Chine | 18 / 22 | États-Unis | 18 | Russie | 18 | Pologne | 17 |
| 44            | 2020          | Olympiade initialement prévue à Khanty-Mansiïsk uniquement, puis à Khanty-Mansiïsk et à Moscou, puis annulée et remplacée par une olympiade en ligne en 2020 et une olympiade pour personnes en situation de handicap disputée en ligne,. | Olympiade initialement prévue à Khanty-Mansiïsk uniquement, puis à Khanty-Mansiïsk et à Moscou, puis annulée et remplacée par une olympiade en ligne en 2020 et une olympiade pour personnes en situation de handicap disputée en ligne,. | Olympiade initialement prévue à Khanty-Mansiïsk uniquement, puis à Khanty-Mansiïsk et à Moscou, puis annulée et remplacée par une olympiade en ligne en 2020 et une olympiade pour personnes en situation de handicap disputée en ligne,. | Olympiade initialement prévue à Khanty-Mansiïsk uniquement, puis à Khanty-Mansiïsk et à Moscou, puis annulée et remplacée par une olympiade en ligne en 2020 et une olympiade pour personnes en situation de handicap disputée en ligne,. | Olympiade initialement prévue à Khanty-Mansiïsk uniquement, puis à Khanty-Mansiïsk et à Moscou, puis annulée et remplacée par une olympiade en ligne en 2020 et une olympiade pour personnes en situation de handicap disputée en ligne,. | Olympiade initialement prévue à Khanty-Mansiïsk uniquement, puis à Khanty-Mansiïsk et à Moscou, puis annulée et remplacée par une olympiade en ligne en 2020 et une olympiade pour personnes en situation de handicap disputée en ligne,. | Olympiade initialement prévue à Khanty-Mansiïsk uniquement, puis à Khanty-Mansiïsk et à Moscou, puis annulée et remplacée par une olympiade en ligne en 2020 et une olympiade pour personnes en situation de handicap disputée en ligne,. | Olympiade initialement prévue à Khanty-Mansiïsk uniquement, puis à Khanty-Mansiïsk et à Moscou, puis annulée et remplacée par une olympiade en ligne en 2020 et une olympiade pour personnes en situation de handicap disputée en ligne,. | Olympiade initialement prévue à Khanty-Mansiïsk uniquement, puis à Khanty-Mansiïsk et à Moscou, puis annulée et remplacée par une olympiade en ligne en 2020 et une olympiade pour personnes en situation de handicap disputée en ligne,. | Olympiade initialement prévue à Khanty-Mansiïsk uniquement, puis à Khanty-Mansiïsk et à Moscou, puis annulée et remplacée par une olympiade en ligne en 2020 et une olympiade pour personnes en situation de handicap disputée en ligne,. | Olympiade initialement prévue à Khanty-Mansiïsk uniquement, puis à Khanty-Mansiïsk et à Moscou, puis annulée et remplacée par une olympiade en ligne en 2020 et une olympiade pour personnes en situation de handicap disputée en ligne,. |
| 44            | 2022          | Chennai | 187 | suisse (11 rondes) | Ouzbékistan | 19 / 22 | Arménie | 19 | Inde 2 | 18 | Inde 1 | 17 |
| 45            | 2024          | Budapest | 188 | suisse (11 rondes) | Inde | 21 / 22 | États-Unis | 17 | Ouzbékistan | 17 | Chine | 17 |
| 46            | 2026          | Tachkent | | suisse (11 rondes) | | | | | | | | |

#### Palmarès particulier des pays francophones (mixte)
En 1924, lors du tournoi olympique de Paris (olympiade non officielle), la Suisse termina troisième sur dix-huit équipes ; la France finit 7e-8e et la Belgique neuvième ; le Canada ne participait pas. En 1936, lors de l'olympiade supplémentaire de Munich, la Suisse termina 17e sur 21 équipes et la France vingtième (sans Alekhine) ; les autres nations francophones ne participaient pas à cette « olympiade ». Dans les années 1930, la France bénéficiait de la présence du champion du monde Alexandre Alekhine qui jouait au premier échiquier (en 1930, 1931, 1933, 1935 et 1939). En 1950, la France avait le renfort de Xavier Tartakover et Nicolas Rossolimo.
|                  | 1927 | 1928 | 1930 | 1931 | 1933 | 1935 | 1937 | 1939 |  | 1950 | 1952 | 1954 | 1956 | 1958 | 1960 | 1962 |
| ---------------- | ---- | ---- | ---- | ---- | ---- | ---- | ---- | ---- |  | ---- | ---- | ---- | ---- | ---- | ---- | ---- |
| France           | 13   | 11   | 12   | 14   | 8    | 10   | /    | 10   |  | 9    | /    | 21   | 21   | 23   | 31   | 30   |
| Belgique         | 15   | 12   | /    | /    | 13   | /    | 17   | /    |  | 6    | /    | 19   | 16   | 24   | 33   | 19   |
| Canada           | /    | /    | /    | /    | /    | /    | /    | 17   |  | /    | /    | 14   | /    | 15   | /    | /    |
| Suisse           | 8    | 7    | /    | 12   | /    | 19   | /    | /    |  | /    | 22   | 13   | 9    | 8    | /    | 22   |
| Nombre d'équipes | 16   | 17   | 18   | 19   | 15   | 20   | 19   | 27   |  | 16   | 25   | 26   | 34   | 36   | 40   | 37   |

En 1950 et 1976, les pays du bloc de l'Est ne participaient pas aux olympiades, ce qui explique le nombre réduit d'équipes participant aux olympiades et le meilleur classement des équipes francophones. De plus, depuis 1976, le tournoi est un système suisse où toutes les équipes concourent dans la même poule.
L'olympiade de 1974 fut organisée par la France à Nice. La Suisse organisa les olympiades de 1968 à Lugano et de 1982 à Lucerne.
Dans les années 1980, la France bénéficia de la présence de l'ancien champion du monde Boris Spassky qui jouait au premier échiquier (en 1984, 1986 et 1988).
La Suisse put profiter de la présence de l'ancien joueur soviétique Viktor Kortchnoï en 1978, 1982, de 1988 à 1994 et dans les années 2000.
|                  | 1964 | 1966 | 1968 | 1970 | 1972 | 1974 |  | 1976 | 1978 | 1980 | 1982 | 1984 | 1986 | 1988 | 1990 | 1992 |
| France           | 34   | 26   | 44   | /    | 48   | 28   |  | 26   | 36   | 17   | 29   | 7    | 10   | 31   | 15   | 27   |
| Belgique         | /    | 25   | 26   | 33   | 30   | 30   |  | 24   | 47   | 40   | 50   | 40   | 30   | 34   | 53   | 50   |
| Canada           | 12   | 23   | 13   | 11   | 19   | 24   |  | 8    | 11   | 9    | 18   | 20   | 23   | 37   | 30   | 54   |
| Suisse           | 30   | 18   | 21   | 37   | 16   | 27   |  | 7    | 10   | 31   | 26   | 49   | 29   | 20   | 35   | 15   |
| Nombre d'équipes | 50   | 52   | 53   | 60   | 63   | 75   |  | 48   | 66   | 82   | 92   | 88   | 108  | 107  | 107  | 102  |

En 1994, à Moscou, le nombre d'équipes augmenta fortement avec l'arrivée des équipes des républiques de l'ancienne Union soviétique.
|                  | 1994 | 1996 | 1998 | 2000 | 2002 | 2004 | 2006 | 2008 | 2010 | 2012 | 2014 | 2016 | 2018 | 2022 | 2024 |
| ---------------- | ---- | ---- | ---- | ---- | ---- | ---- | ---- | ---- | ---- | ---- | ---- | ---- | ---- | ---- | ---- |
| France           | 34   | 25   | 26   | 16   | 24   | 23   | 7    | 22   | 10   | 23   | 13   | 8    | 9    | 13   | 15   |
| Belgique         | 46   | 54   | 54   | 54   | 44   | 58   | 70   | 70   | 60   | 89   | 67   | 53   | 71   | 54   | 71   |
| Canada           | 65   | 29   | 42   | 29   | 33   | 38   | 34   | 28   | 37   | 52   | 54   | 11   | 23   | 44   | 35   |
| Suisse           | 31   | 58   | 31   | 10   | 12   | 13   | 27   | 51   | 65   | 70   | 51   | 40   | 34   | 51   | 44   |
| Nombre d'équipes | 124  | 116  | 110  | 126  | 135  | 129  | 148  | 146  | 149  | 157  | 177  | 180  | 184  | 187  | 188  |

### Femmes

#### Vainqueurs des olympiades féminines
11 victoires
- Union soviétique (de 1957 à 1974 et de 1978 à 1986)

6 victoires
- Chine (en 1998, 2000, 2002, 2004, 2016 et 2018)

4 victoires
- Géorgie (en 1992, 1994, 1996 et 2008)

3 victoires
- Russie (en 2010, 2012 et 2014)

2 victoires
- Hongrie (en 1988 et 1990)
- Ukraine (en 2006 et 2022)

1 victoire
- Israël (en 1976)
- Inde (en 2024)

#### Palmarès général féminin
| Année | Lieu            | Équi- pes | Échi- quiers | Médaille d'or    | Points marqués en finale | Médaille d'argent | Points | Médaille de bronze   | Points | Quatrième            | Points |
| ----- | --------------- | --------- | ------------ | ---------------- | ------------------------ | ----------------- | ------ | -------------------- | ------ | -------------------- | ------ |
| 1957  | Emmen           | 21        | 2            | Union soviétique | 10,5/14                  | Roumanie          | 10,5   | RDA                  | 10     | Hongrie              | 9      |
| 1963  | Split           | 15        | 2            | Union soviétique | 25/28                    | Yougoslavie       | 24,5   | RDA                  | 21     | Roumanie             | 18,5   |
| 1966  | Oberhausen      | 14        | 2            | Union soviétique | 22/26                    | Roumanie          | 20,5   | RDA                  | 17,0   | Yougoslavie          | 16,5   |
| 1969  | Lublin          | 15        | 2            | Union soviétique | 26/28                    | Hongrie           | 20,5   | Tchécoslovaquie      | 19     | Yougoslavie          | 18,5   |
| 1972  | Skopje          | 23        | 2            | Union soviétique | 11,5/14                  | Roumanie          | 8      | Hongrie              | 8      | Bulgarie             | 7,5    |
| 1974  | Medellín        | 26        | 2            | Union soviétique | 13,5/16                  | Roumanie          | 13,5   | Bulgarie             | 13     | Hongrie              | 13     |
| 1976  | Haïfa           | 23        | 3            | Israël           | 17/21                    | Angleterre        | 11,5   | Espagne              | 11,5   | États-Unis           | 10,5   |
| 1978  | Buenos Aires    | 32        | 3            | Union soviétique | 16/21                    | Hongrie           | 11     | Allemagne de l'Ouest | 11     | Yougoslavie          | 11     |
| 1980  | La Valette      | 42        | 3            | Union soviétique | 32,5/42                  | Hongrie           | 32     | Pologne              | 26,5   | Roumanie             | 26     |
| 1982  | Lucerne         | 45        | 3            | Union soviétique | 33/42                    | Roumanie          | 30     | Hongrie              | 26     | Pologne              | 25,5   |
| 1984  | Thessalonique   | 51        | 3            | Union soviétique | 32/42                    | Bulgarie          | 27,5   | Roumanie             | 27     | Allemagne de l'Ouest | 26     |
| 1986  | Dubaï           | 49        | 3            | Union soviétique | 33,5/42                  | Hongrie           | 29     | Roumanie             | 28     | Chine                | 28     |
| 1988  | Thessalonique   | 56        | 3            | Hongrie          | 33/42                    | Union soviétique  | 32,5   | Yougoslavie          | 28     | Chine                | 27     |
| 1990  | Novi Sad        | 64        | 3            | Hongrie          | 35/42                    | Union soviétique  | 35     | Chine                | 29     | Bulgarie             | 26     |
| 1992  | Manille         | 62        | 3            | Géorgie          | 30,5/42                  | Ukraine           | 29     | Chine                | 28,5   | Hongrie              | 26,5   |
| 1994  | Moscou          | 81        | 3            | Géorgie          | 32/42                    | Hongrie           | 31     | Chine                | 27     | Roumanie             | 27     |
| 1996  | Erevan          | 74        | 3            | Géorgie          | 30/42                    | Chine             | 28,5   | Russie               | 28,5   | Ukraine              | 26,5   |
| 1998  | Elista          | 72        | 3            | Chine            | 29/39                    | Russie A          | 27     | Géorgie              | 27     | Pays-Bas             | 23,5   |
| 2000  | Istanbul        | 86        | 3            | Chine            | 32/42                    | Géorgie           | 31     | Russie               | 28,5   | Ukraine              | 27     |
| 2002  | Bled            | 91        | 3            | Chine            | 29,5/42                  | Russie            | 29     | Pologne              | 28     | Géorgie              | 27,5   |
| 2004  | Calvià          | 87        | 3            | Chine            | 31/42                    | États-Unis        | 28     | Russie               | 27,5   | Géorgie              | 27,5   |
| 2006  | Turin           | 103       | 3            | Ukraine          | 29,5/39                  | Russie            | 28     | Chine                | 27,5   | États-Unis           | 24,5   |
| 2008  | Dresde          | 111       | 4            | Géorgie          | 18/22                    | Ukraine           | 18     | États-Unis           | 17     | Russie               | 17     |
| 2010  | Khanty-Mansiïsk | 115       | 4            | Russie 1         | 22/22                    | Chine             | 18     | Géorgie              | 16     | Cuba                 | 16     |
| 2012  | Istanbul        | 127       | 4            | Russie           | 19/22                    | Chine             | 19     | Ukraine              | 18     | Inde                 | 17     |
| 2014  | Tromsø          | 136       | 4            | Russie           | 20/22                    | Chine             | 18     | Ukraine              | 18     | Géorgie              | 17     |
| 2016  | Bakou           | 140       | 4            | Chine            | 20/22                    | Pologne           | 17     | Ukraine              | 17     | Russie               | 16     |
| 2018  | Batoumi         | 149       | 4            | Chine            | 18/22                    | Ukraine           | 18     | Géorgie 1            | 17     | Russie               | 16     |
| 2022  | Chennai         | 162       | 4            | Ukraine          | 18/22                    | Géorgie           | 18     | Inde 1               | 17     | États-Unis           | 17     |
| 2024  | Budapest        | 169       | 4            | Inde             | 19/22                    | Kazakhstan        | 18     | États-Unis           | 17     | Espagne              | 17     |
| 2026  | Tachkent        |           | 4            |                  |                          |                   |        |                      |        |                      |        |

#### Palmarès particulier des pays francophones
|                  | 1957 | 1963 | 1966 | 1969 | 1972 | 1974 | 1976 | 1978 | 1980 | 1982 | 1984 | 1986 | 1988 | 1990 | 1992 |
| ---------------- | ---- | ---- | ---- | ---- | ---- | ---- | ---- | ---- | ---- | ---- | ---- | ---- | ---- | ---- | ---- |
| France           | 16   | /    | /    | /    | /    | /    | 14   | 13   | 15   | 13   | 18   | 15   | 13   | 24   | 46   |
| Belgique         | 20   | 13   | /    | 14   | /    | /    | /    | /    | 37   | 34   | 37   | 27   | 35   | 42   | /    |
| Canada           | /    | /    | /    | /    | /    | 10   | 9    | 18   | 19   | 19   | 17   | /    | 26   | 54   | 45   |
| Suisse           | /    | /    | /    | /    | 17   | /    | 18   | /    | 32   | 28   | 14   | 23   | 21   | 27   | 19   |
| Nombre d'équipes | 21   | 15   | 14   | 15   | 23   | 26   | 23   | 32   | 42   | 45   | 51   | 49   | 56   | 65   | 62   |

|                  | 1994 | 1996 | 1998 | 2000 | 2002 | 2004 | 2006 | 2008 | 2010 | 2012 | 2014 | 2016 | 2018 | 2022 | 2024 |
| ---------------- | ---- | ---- | ---- | ---- | ---- | ---- | ---- | ---- | ---- | ---- | ---- | ---- | ---- | ---- | ---- |
| France           | 28   | 26   | 27   | 39   | 24   | 5    | 18   | 13   | 16   | 7    | 12   | 14   | 12   | 22   | 18   |
| Belgique         | 70   | /    | /    | /    | /    | /    | /    | /    | /    | 47   | 43   | 43   | 98   | 43   | 44   |
| Canada           | 52   | 39   | /    | 59   | 58   | 41   | 41   | 65   | 67   | 64   | 41   | 39   | 38   | 54   | 20   |
| Suisse           | 37   | 53   | 53   | 44   | 37   | 31   | 38   | 40   | 52   | 60   | 24   | 41   | 32   | 48   | 19   |
| Nombre d'équipes | 81   | 74   | 72   | 86   | 90   | 87   | 103  | 111  | 115  | 127  | 136  | 140  | 149  | 160  | 169  |